# Kostel svatého Jakuba Většího (Sokolov)
Kostel svatého Jakuba Většího je římskokatolický děkanský kostel v Sokolově v Karlovarském kraji. Od roku 1963 je chráněn jako kulturní památka České republiky.
V těsné blízkosti kostela stojí další kulturní památky. Před kostelem na Starém náměstí je to Jubilejní kašna tzv. Schramova kašna z roku 1898, za kostelem na Růžovém náměstí socha svatého Jana Nepomuckého s anděly.

## Historie
Na místě současného kostela stával středověký kostelík, o němž existuje nepřímá zmínka z roku 1290. Jeho podoba ovšem není známá, předpokládá se však svatostánek výrazně skromnějších rozměrů. Při vypálení města saským vojskem 18. května 1632 utrpěl kostel značné škody. Po požáru se zachovalo torzo věže, do které byl již 3. srpna 1632 znovu zavěšen jeden ze zvonů. Přibližně půl roku po požáru byl kostel zastřešen šindelovou krytinou.

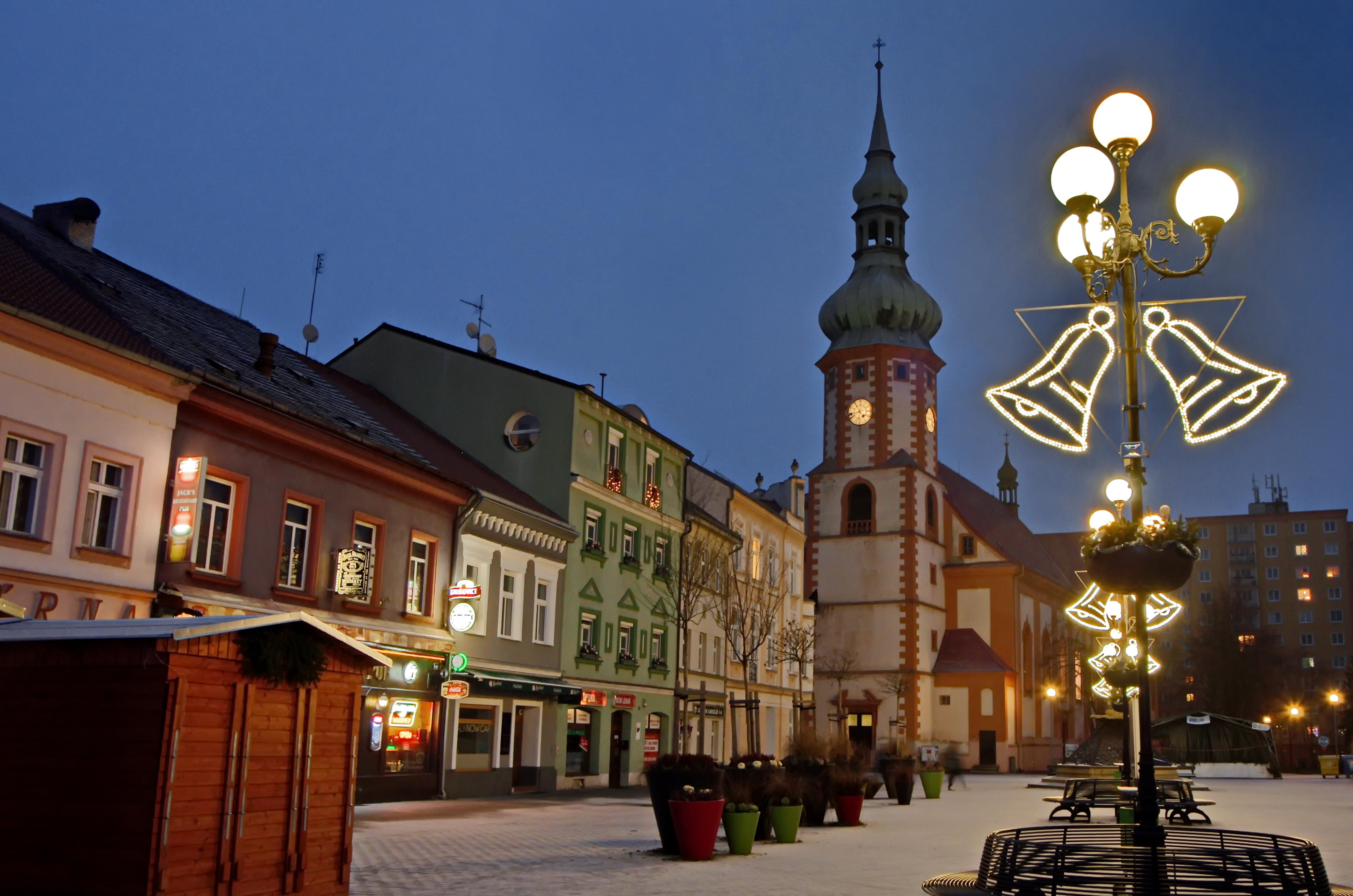
Kostel na Silvestra 2015

Podle údajů z regionální literatury došlo v letech 1670–1671 k zásadní přestavbě kostela. S výjimkou věže byl stržen původní objekt a poté postavena nová loď. Prameny však dokladují, že stavba probíhala pomaleji. Teprve 13. prosince 1670 totiž sokolovský farář požádal arcibiskupskou konzistoř o souhlas se zbouráním starého kostela a vystavěním nového. Základní kámen byl položen 23. března 1671 a slavnostní vysvěcení se konalo 25. července 1673. Světitelem byl arcibiskup pražský Matouš Ferdinand Sobek z Bílenberka. Původně děkanský kostel byl roku 1672 povýšen na arciděkanský. Další barokní přestavby jsou z let 1680–1681. Dne 1. července 1681 byly zavěšeny zvony. Na původním portálu hlavního vchodu byl erb Nostitců s datací 1684. Starší prameny uvádí, že při této přestavbě byla stará věž kostela zbourána a postavena nová. Novým průzkumem je však doloženo, že stržena a nově vystavěna byla jen vrchní část. Dne 6. září 1873 zasáhl kostel požár, při kterém byla věž částečně poškozena. Kostel byl provizorně zastřešen. Oprava začala až v roce 1877, dokončena byla roku 1879 a dne 19. června 1880 byl na hotové báni s lucernou vztyčen kříž. Tuto podobu si v podstatě kostel zachoval až do současnosti. Roku 1935 byla střecha opatřena novou krytinou.
Ke konci druhé světové války dopadla nedaleko od mostu přes Ohři letecká puma. Tlaková vlna poškodila i kostel. Vypadla všechna okna, zůstalo pouze jediné, s vitráží Nejsvětejšího Srdce Ježíšova za hlavním oltářem nad sochou svatého Jakuba, patrona kostela.

## Architektura
Kostel je raně barokní jednolodní obdélná orientovaná stavba s užším presbytářem s půlkruhovým závěrem. K bokům presbytáře přiléhají symetricky dva pravoúhlé patrové rizality, čímž vnější půdorys kostela získal tvar protáhlého latinského kříže. Obě tyto přístavby se od sebe lišily nejen funkcí, ale rovněž uspořádáním. V severní přístavbě je umístěna sakristie, jež má v patře klenutou komoru. Jižní přístavba obsahuje v patře reprezentativní oratoř, přístupnou velkolepým schodištěm. Hranolová věž na západní straně kostela, od čtvrtého patra osmiúhelníková, je celým objemem předsazená. Je zakončena dvojitou cibulovou bání, vrchní kupole je nasazena na výraznou lucernu. Vnější vzhled kostela je velmi střídmý. Fasády jsou rytmizovány lizénovými rámy a vysokými obloukovými okny s vitrážemi. Na severní a jižní stěně se nacházejí portály s frontony. Loď je v interiéru zastropena falešnou dřevěnou klenbou, nesenou ramenáty, omítanou na rákosovou rohož. Presbytář se závěrem je zaklenut křížovou klenbou s pásem a lunetovým závěrem, jeho stěny jsou na jižní straně prolomeny dvěma oblouky oratoře, výrazně členěnými plastickou bosáží. Triumfální oblouk je půlkruhový, stěny lodi jsou členěny plochými pilastry mezi okny. V západní části lodi se nachází varhanní kruchta na pilířích, jež je podklenuta křížovými klenbami a pásy. Dříve měl kostel ještě druhou, horní dřevěnou kruchtu.

## Interiér
Podle inventáře kostela z roku 1731 se v té době nacházely v kostele tři oltáře. Hlavním byl oltář sv. Jakuba Většího. Na evangelní straně stával oltář Panny Marie, na epištolní oltář sv. Jana Křtitele. V letech 1755–1756 vznikal nový hlavní oltář. Truhlářské práce provedl se svým bratrem sokolovský mistr Johann Paul Seydl, sochy s reliéfy vytvořil barokní sochař a řezbář Jakub Eberle, významný umělec severozápadních Čech. Z hlediska uměleckého patří tyto artefakty k Eberlovým vrcholným dílům. Oltářní retabulum má podobu pozdně barokní sloupové edikuly, rozvolněné motivem triumfálního oblouku. Velkolepý nástavec byl doprovázen pěti sochami v nadživotní velikosti. Jednalo se o sochy sv. Jakuba Většího, sv. Petra, sv. Pavla, sv. Jan Křtitele a sv. Jana Nepomuckého. Na konzolách v presbytáři stál na evangelní straně ještě sv. Josef a oproti sv. Jan Křtitel. Podle způsoby řezby náleží tyto sochy světců k vrcholným barokním dílům v regionu.

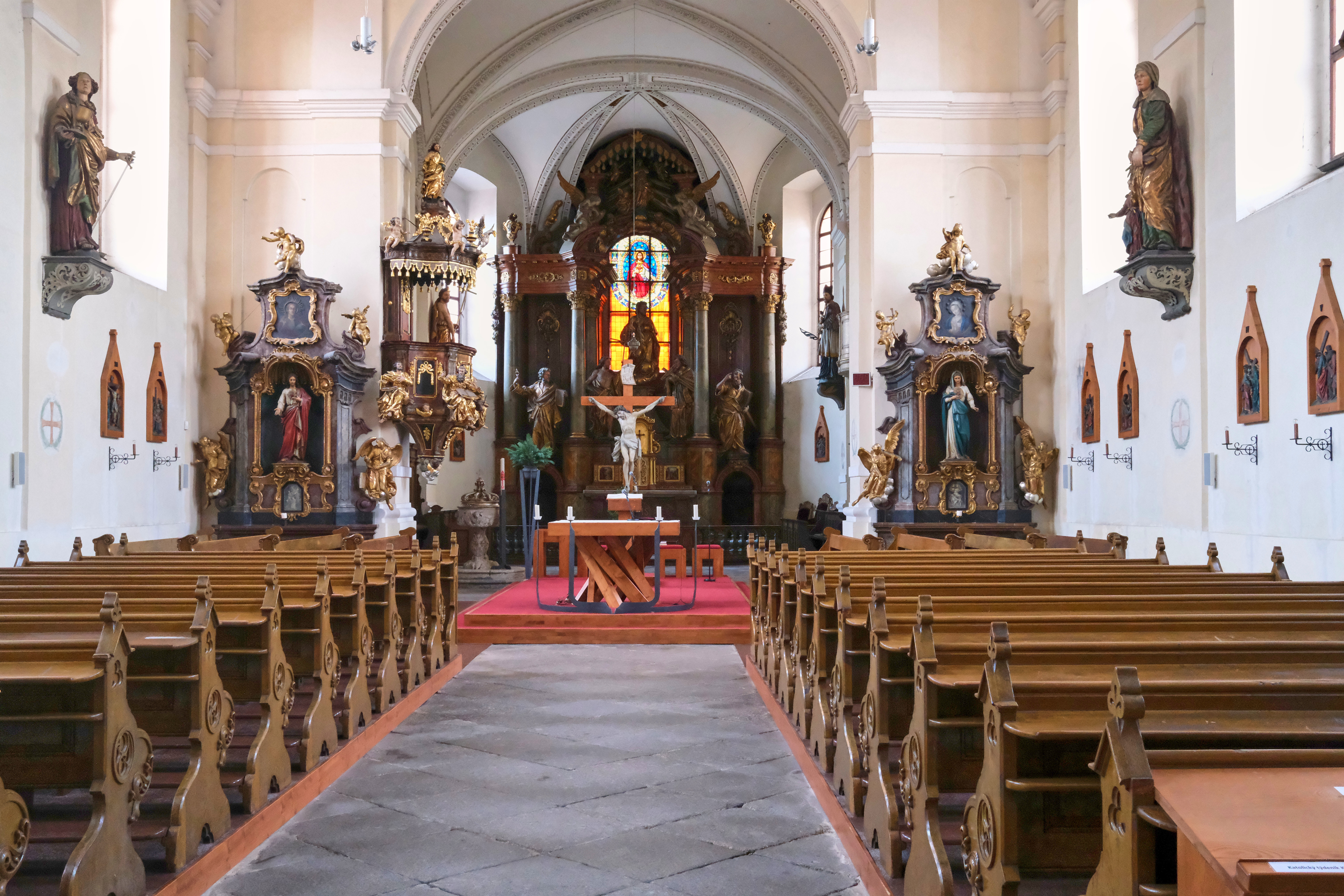
Pohled od hlavního vchodu

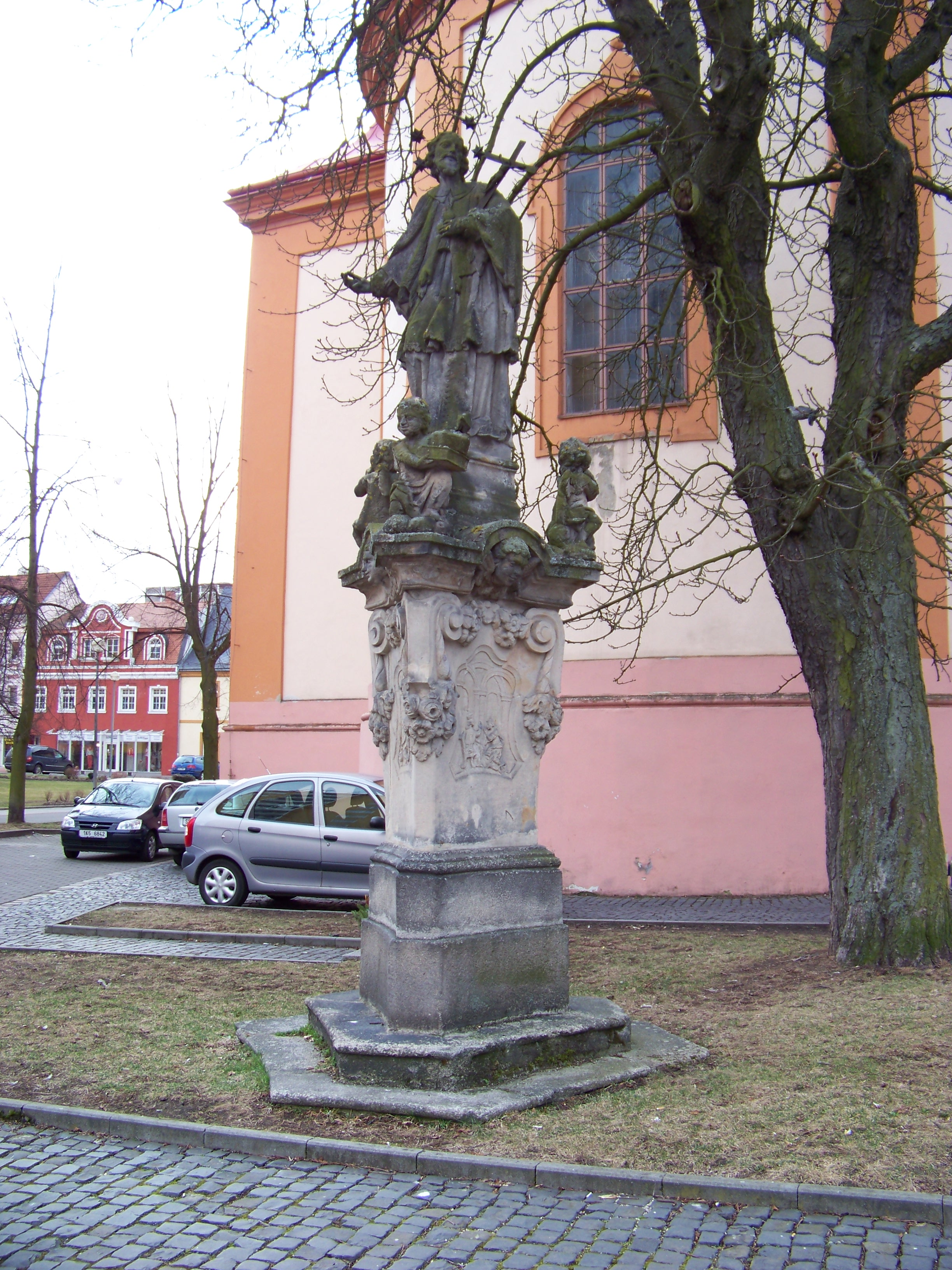
Socha sv. Jana Nepomuckého za kostelem

Hodnotná je rovněž plastika Panny Marie v oltářním nástavci. Roku 1790 byly nahrazeny původní boční oltáře za dva nové, mramorové, získané ze zrušeného klášterního kostela sv. Michaela na Starém Městě v Praze. Na evangelní stranu byl umístěn oltář Nejsvětějšího Srdce Ježíšova, na epištolní stranu oltář Panny Marie. Jedná se o díla vrcholného baroka z doby kolem roku 1760. Oltáře mají masivní architekturu portálového retabula a štítový nástavec s obrazem, v ornamentálně zdobených edikulách mají své místo příslušní světci. Další postranní oltář, zasvěcený sv. Floriánu, nechali v roce 1779 zřídit sokolovští měšťané, další postranní oltář byl zasvěcen nejprve sv. Janu Křtiteli, později sv. Kláře. Řezby evangelistů jsou údajně dílem chebského umělce. Jedna z řezeb evangelistů schází. Vzhledem k architektuře kazatelny se ovšem neví, zda vůbec socha čtvrtého evangelisty v kostele byla. Kazatelnu štafíroval roku 1802 Josef Sättler z Jindřichovic. Na vrcholu kazatelny je umístěna socha Spasitele světa (salvator mundi). Je to zobrazení žehnajícího Krista, kterak drží zeměkouli. Pod ním nachází sokol ze znaku města. Autor těchto soch, ani jejich původ, není znám. Datace kostelních účtů neodpovídá žádnému ze známých chebských barokních sochařů. Jedná se ovšem o umělecky hodnotná díla. V roce 1830 byl pod starou dlažbou nalezen náhrobník faráře Franze Ignaze Wildeho, který zemřel 19. května 1657. Náhrobník s latinským textem byl vsazen do jižní stěny pod kůrem. Součástí inventáře kostela jsou rovněž plátna se sv. Lukášem a sv. Janem Evangelistou. Dalšími malbami jsou sv. Alžběta a sv. Anežka Římská z roku 1903. Velkoryse kompozičně i figurálně je pojatý obraz evangelní scény Zázrak rozmnožení pěti chlebů z roku 1905. Interiér kostela je bohatý na štukovou výzdobu.